# Are You the One?
Are You the One? est une émission de télévision américaine présentée par Ryan Devlin (pendant la saison 1 jusqu'à la saison 5) puis Terrence J (depuis la saison 6) diffusée depuis le 21 janvier 2014 sur MTV.
En France, l'émission est diffusée sur MTV France.
Au Québec, l'émission est diffusée sur Vrak.

## Diffusion
| Saison | Saison | Émissions | États-Unis        | États-Unis       | Nombre des candidats | Couples parfaits / trouvés | Gains gagnés |
| Saison | Saison | Émissions | Début de saison   | Fin de saison    | Nombre des candidats | Couples parfaits / trouvés | Gains gagnés |
| ------ | ------ | --------- | ----------------- | ---------------- | -------------------- | -------------------------- | ------------ |
|        | 1      | 10        | 21 janvier 2014   | 25 mars 2014     | 20                   | Oui                        | $ 1 000 000  |
|        | 2      | 10        | 6 octobre 2014    | 8 décembre 2014  | 21                   | Oui                        | $ 1 000 000  |
|        | 3      | 10        | 24 septembre 2015 | 18 novembre 2015 | 20                   | Oui                        | $ 750 000    |
|        | 4      | 10        | 13 juin 2016      | 15 août 2016     | 20                   | Oui                        | $ 750 000    |
|        | 5      | 10        | 11 janvier 2017   | 15 mars 2017     | 22                   | Non                        | $ 0          |
|        | 6      | 12        | 20 septembre 2017 | 6 décembre 2017  | 22                   | Oui                        | $ 1 000 000  |
|        | 7      | 12        | 15 août 2018      | 7 novembre 2018  | 22                   | Oui                        | $ 1 000 000  |
|        | 8      | 12        | 26 juin 2019      | 9 septembre 2019 | 16                   | Oui                        | $ 750 000    |

## Première saison:KauaiàHawaï
Cette saison est tournée à Hawaï et diffusée en première le 21 janvier 2014.

### Candidats
| Nom                  | Âge | Ville natale           |
| -------------------- | --- | ---------------------- |
| Adam Kuhn            | 23  | Sterling, Virginie     |
| Andrean McCoy "Dre"  | 23  | Atlanta, Georgie       |
| Chris Scali "Scali"  | 24  | Brooklyn, New York     |
| Chris Tolleson       | 23  | Virginia Beach         |
| Dillan Ostrom        | 23  | Finley, Dakota du Nord |
| Ethan Diamond        | 23  | Denver, Colorado       |
| Joey Dillon          | 23  | Atlanta, Géorgie       |
| John Jacobs "JJ"     | 25  | Washington, DC         |
| Ryan Malaty          | 24  | Greeley, Colorado      |
| Wesley Buckles "Wes" | 25  | Phoenix, Arizona       |

| Nom                      | Âge | Ville natale          |
| ------------------------ | --- | --------------------- |
| Amber Lee                | 22  | Austin, Texas         |
| Ashleigh Feaster         | 23  | Akron, Ohio           |
| Brittany Baldassari      | 24  | Boston, Massachusetts |
| Coleysia Chestnut        | 23  | Selma, Alabama        |
| Jacinda Rodriguez "Jacy" | 24  | Carolina, Porto Rico  |
| Jessica Perez            | 23  | Miami, Floride        |
| Kayla Lusby              | 22  | Greenfield, Tennessee |
| Paige Brendel            | 22  | Phoenix, Arizona      |
| Shanley McIntee          | 24  | Indianapolis, Indiana |
| Simone Kelly             | 23  | Atlanta, Georgie      |

### Progrès
| Garçons          | Épisodes | Épisodes | Épisodes | Épisodes | Épisodes | Épisodes | Épisodes | Épisodes | Épisodes | Réponses |
| Garçons          | 1        | 2        | 3        | 4        | 5        | 6/7      | 8        | 9        | 10       | Réponses |
| ---------------- | -------- | -------- | -------- | -------- | -------- | -------- | -------- | -------- | -------- | -------- |
| Adam             | Brittany | Shanley  | Brittany | Amber    | Shanley  | Ashleigh | Shanley  | Shanley  | Shanley  | Shanley  |
| Chris S.         | Ashleigh | Simone   | Paige    | Paige    | Simone   | Brittany | Jacy     | Ashleigh | Jacy     | Jacy     |
| Chris T.         | Jessica  | Paige    | Simone   | Ashleigh | Paige    | Paige    | Paige    | Paige    | Paige    | Paige    |
| Dillan           | Coleysia | Jessica  | Coleysia | Coleysia | Coleysia | Coleysia | Coleysia | Coleysia | Coleysia | Coleysia |
| Dre              | Jacy     | Ashleigh | Ashleigh | Simone   | Brittany | Shanley  | Simone   | Simone   | Simone   | Simone   |
| Ethan            | Shanley  | Amber    | Amber    | Kayla    | Amber    | Amber    | Amber    | Amber    | Amber    | Amber    |
| John             | Simone   | Jacy     | Jessica  | Shanley  | Jacy     | Jacy     | Brittany | Jacy     | Ashleigh | Ashleigh |
| Joey             | Paige    | Brittany | Shanley  | Jacy     | Jessica  | Simone   | Jessica  | Brittany | Brittany | Brittany |
| Ryan             | Amber    | Kayla    | Kayla    | Brittany | Ashleigh | Jessica  | Ashleigh | Jessica  | Jessica  | Jessica  |
| Wes              | Kayla    | Coleysia | Jacy     | Jessica  | Kayla    | Kayla    | Kayla    | Kayla    | Kayla    | Kayla    |
| Couples parfaits | 2        | 4        | 2        | 2        | 5        | 5        | 7        | 8        | 10       | 10       |

| Filles           | Épisodes | Épisodes | Épisodes | Épisodes | Épisodes | Épisodes | Épisodes | Épisodes | Épisodes | Réponses |
| Filles           | 1        | 2        | 3        | 4        | 5        | 6/7      | 8        | 9        | 10       | Réponses |
| ---------------- | -------- | -------- | -------- | -------- | -------- | -------- | -------- | -------- | -------- | -------- |
| Amber            | Ryan     | Ethan    | Ethan    | Adam     | Ethan    | Ethan    | Ethan    | Ethan    | Ethan    | Ethan    |
| Ashleigh         | Chris S. | Dre      | Dre      | Chris T. | Ryan     | Adam     | Ryan     | Chris S. | John     | John     |
| Brittany         | Adam     | Joey     | Adam     | Ryan     | Dre      | Chris S. | John     | Joey     | Joey     | Joey     |
| Coleysia         | Dillan   | Wes      | Dillan   | Dillan   | Dillan   | Dillan   | Dillan   | Dillan   | Dillan   | Dillan   |
| Jacy             | Dre      | John     | Wes      | Joey     | John     | John     | Chris S. | John     | Chris S. | Chris S. |
| Jessica          | Chris T. | Dillan   | John     | Wes      | Joey     | Ryan     | Joey     | Ryan     | Ryan     | Ryan     |
| Kayla            | Wes      | Ryan     | Ryan     | Ethan    | Wes      | Wes      | Wes      | Wes      | Wes      | Wes      |
| Paige            | Joey     | Chris T. | Chris S. | Chris S. | Chris T. | Chris T. | Chris T. | Chris T. | Chris T. | Chris T. |
| Shanley          | Ethan    | Adam     | Joey     | John     | Adam     | Dre      | Adam     | Adam     | Adam     | Adam     |
| Simone           | John     | Chris S. | Chris T. | Dre      | Chris S. | Joey     | Dre      | Dre      | Dre      | Dre      |
| Couples parfaits | 2        | 4        | 2        | 2        | 5        | 5        | 7        | 8        | 10       | 10       |

- Couple parfait confirmé
- Couple parfait non confirmé

Notes :

Dans l'épisode 5, Ryan a décerné la maison 2 Truth Booths, qui a donné à la maison leur premier couple parfait de Dillan et Coleysia.

Chris T. et Paige étaient en match confirmé dans l'épisode 6, mais en raison de sa relation avec Shanley, l'épisode s'est terminé par "à suivre ..." au lieu d'une cérémonie du couple parfait.

### Cabines de vérité
| Couple             | Épisode | Résultat       |
| ------------------ | ------- | -------------- |
| Chris T. & Shanley | 1       | Pas en couple  |
| Ethan & Jessica    | 8       | Pas en couple  |
| John & Simone      | 3       | Pas en couple  |
| Dillan & Jessica   | 4       | Pas en couple  |
| Dre & Ashleigh     | 5       | Pas en couple  |
| Dillan & Coleysia  | 5       | Couple parfait |
| Chris T. & Paige   | 6/7     | Couple parfait |
| Ryan & Kayla       | 8       | Pas en couple  |
| Wes & Kayla        | 9       | Couple parfait |
| John & Jacy        | 10      | Pas en couple  |

### Indice sur MTV.com
| Indice | Couples parfaits | Références |
| ------ | ---------------- | ---------- |
| 1      | Ethan & Amber    | ,          |
| 2      | Brittany & Joey  | ,          |

### Après le tournage
| Garçons  | Filles   | Statut actuel         |
| -------- | -------- | --------------------- |
| Adam     | Camila   |                       |
| Adam     | Brittany | Non ensemble          |
| Dre      | Simone   | Non ensemble          |
| Dre      | Ashleigh | Amis                  |
| Chris S. | Jacy     | Non ensemble          |
| Chris T. | Paige    | Amis                  |
| Chris T. | Shanley  | Non ensemble          |
| Dillan   | Coleysia | Amis                  |
| Dillan   | Shanley  | Amis                  |
| Ethan    | Amber    | Mariés puis 2 enfants |
| Joey     | Brittany | Non ensemble          |
| John     | Ashleigh | Non ensemble          |
| Ryan     | Jessica  | Amis                  |
| Ryan     | Kayla    | Non ensemble          |
| Wesley   | Kayla    | Non ensemble          |

### Spécial bébé et réunion
Les émissions spécial bébé et réunion ont été diffusés dès le 29 septembre 2014. Lors de cette réunion, le sexe du bébé d'Ethan et Amber s'est révélé être une fille. Les deux parents ont été émus quand ils ont découvert qu'ils avaient une fille. Il y avait aussi des conflits entre Scali et Jacy, Shanley et Chris T puis Ryan et Adam. La fin de l'épisode a entraîné la résolution de la plupart des conflits. Jacy a déclaré qu'elle déménagerait à New York (où se trouve actuellement Scali) et qu'ils prendraient leur relation à partir de là. Brittany a dit à la caméra qu'elle ramènerait Ryan à la maison pour rencontrer ses parents.

### The Challenge
| Candidats           | Saison de The Challenges                         | Challenges gagnés | Total d'argents gagnés |
| ------------------- | ------------------------------------------------ | ----------------- | ---------------------- |
| Adam Kuhn           | Battle of the Exes II                            | Non               | $ 0                    |
| Brittany Baldassari | Battle of the Exes II                            | Non               | $ 0                    |
| John Jacobs "JJ"    | Battle of the Exes II                            | Non               | $ 0                    |
| Simone Kelly        | Battle of the Exes II, Rivals III, XXX: Dirty 30 | Non               | $ 0                    |

Le nom en gras indique que le participant était finaliste de The Challenge.

## Deuxième saison:San JuanàPorto Rico
Cette saison est tournée à Porto Rico et diffusée en première le 6 octobre 2014.

### Candidats
| Nom                      | Âge | Ville natale              |
| ------------------------ | --- | ------------------------- |
| Alex Phillips            | 23  | Los Angeles, Californie   |
| Anthony Bartolotte       | 22  | Chicago, Illinois         |
| Brandon Tindel           | 25  | Las Vegas, Nevada         |
| Curtis Hadzicki          | 24  | Cardiff, Californie       |
| Dario Medrano            | 21  | Salem, Massachusetts      |
| Garland Brown            | 22  | St. Louis, Missouri       |
| John Moustis             | 22  | Chicago, Illinois         |
| Layton Jones             | 25  | Greenville, Mississippi   |
| Nathan Siebenmark "Nate" | 22  | Berrien Springs, Michigan |
| Tyler Pratt "Pratt"      | 23  | Orlando, Floride          |

| Nom               | Âge | Ville natale               |
| ----------------- | --- | -------------------------- |
| Alexandria Kim    | 23  | Carlsbad, Californie       |
| Ashley Hall       | 21  | San Marcos, Texas          |
| Briana LaCuesta   | 21  | San Diego, Californie      |
| Christina LeBlanc | 24  | Philadelphie, Pennsylvanie |
| Ellie Puckett     | 23  | Hamlet, Caroline du Nord   |
| Jasmine Pendleton | 22  | San Diego, Californie      |
| Jenni Knapmiller  | 22  | Burnsville, Minnesota      |
| Jessica Andreatta | 22  | Westchester, New York      |
| Paris Eike        | 23  | Denver, Colorado           |
| Shelby Yardley    | 21  | Derby, Kansas              |
| Tyler Abron       | 21  | Boston, Massachusetts      |

### Progrès
| Garçons          | Épisodes   | Épisodes   | Épisodes   | Épisodes   | Épisodes   | Épisodes   | Épisodes  | Épisodes   | Épisodes   | Épisodes          | Réponses          |
| Garçons          | 1          | 2          | 3          | 4          | 5          | 6          | 7         | 8          | 9          | 10                | Réponses          |
| ---------------- | ---------- | ---------- | ---------- | ---------- | ---------- | ---------- | --------- | ---------- | ---------- | ----------------- | ----------------- |
| Alex             | Ellie      | Christina  | Jasmine    | Tyler      | Christina  | Jessica    | Jasmine   | Jasmine    | Jasmine    | Jasmine           | Jasmine           |
| Anthony          | Jessica    | Alexandria | Jenni      | Jenni      | Ashley     | Ellie      | Briana    | Jessica    | Alexandria | Alexandria        | Alexandria        |
| Brandon          | Christina  | Tyler      | Shelby     | Ellie      | Jasmine    | Ashley     | Tyler     | Tyler      | Briana     | Briana            | Briana            |
| Curtis           | Briana     | Briana     | Briana     | Briana     | Shelby     | Shelby     | Shelby    | Shelby     | Shelby     | Shelby            | Shelby            |
| Dario            | Ashley     | Shelby     | Ashley     | Shelby     | Alexandria | Briana     | Ashley    | Ashley     | Tyler      | Ashley            | Ashley            |
| Garland          | Alexandria | Jasmine    | Alexandria | Jasmine    | Tyler      | Tyler      | Jessica   | Alexandria | Jessica    | Jessica           | Jessica           |
| John             | Jasmine    | Ashley     | Christina  | Christina  | Jenni      | Alexandria | Jenni     | Jenni      | Jenni      | Jenni             | Jenni             |
| Layton           | Jenni      | Jessica    | Ellie      | Jessica    | Briana     | Jenni      | Ellie     | Ellie      | Ashley     | Christina & Tyler | Christina & Tyler |
| Nathan           | Shelby     | Jenni      | Jessica    | Alexandria | Jessica    | Jasmine    | Christina | Briana     | Ellie      | Ellie             | Ellie             |
| Pratt            | Paris      | Paris      | Paris      | Paris      | Paris      | Paris      | Paris     | Paris      | Paris      | Paris             | Paris             |
| Couples parfaits | 2          | 2          | 3          | 1          | 3          | 2          | 6         | 5          | 8          | 10                | 10                |

| Filles           | Épisodes | Épisodes | Épisodes | Épisodes | Épisodes | Épisodes | Épisodes | Épisodes | Épisodes | Épisodes | Réponses |
| Filles           | 1        | 2        | 3        | 4        | 5        | 6        | 7        | 8        | 9        | 10       | Réponses |
| ---------------- | -------- | -------- | -------- | -------- | -------- | -------- | -------- | -------- | -------- | -------- | -------- |
| Alexandria       | Garland  | Anthony  | Garland  | Nathan   | Dario    | John     | ?        | Garland  | Anthony  | Anthony  | Anthony  |
| Ashley           | Dario    | John     | Dario    | ?        | Anthony  | Brandon  | Dario    | Dario    | Layton   | Dario    | Dario    |
| Briana           | Curtis   | Curtis   | Curtis   | Curtis   | Nathan   | Dario    | Anthony  | Nathan   | Brandon  | Brandon  | Brandon  |
| Christina        | Brandon  | Alex     | John     | John     | Alex     | ?        | Nathan   | ?        | ?        | Layton   | Layton   |
| Ellie            | Alex     | ?        | Layton   | Brandon  | ?        | Anthony  | Layton   | Layton   | Nathan   | Nathan   | Nathan   |
| Jasmine          | John     | Garland  | Alex     | Garland  | Brandon  | Nathan   | Alex     | Alex     | Alex     | Alex     | Alex     |
| Jenni            | Layton   | Nathan   | Anthony  | Anthony  | John     | Layton   | John     | John     | John     | John     | John     |
| Jessica          | Anthony  | Layton   | Nathan   | Layton   | Layton   | Alex     | Garland  | Anthony  | Garland  | Garland  | Garland  |
| Paris            | Pratt    | Pratt    | Pratt    | Pratt    | Pratt    | Pratt    | Pratt    | Pratt    | Pratt    | Pratt    | Pratt    |
| Shelby           | Nathan   | Dario    | Brandon  | Dario    | Curtis   | Curtis   | Curtis   | Curtis   | Curtis   | Curtis   | Curtis   |
| Tyler            | ?        | Brandon  | ?        | Alex     | Garland  | Garland  | Brandon  | Brandon  | Dario    | Layton   | Layton   |
| Couples parfaits | 2        | 2        | 3        | 1        | 3        | 2        | 6        | 5        | 8        | 10       | 10       |

- Couple parfait confirmé
- Couple parfait non confirmé
- Une candidate n'a pas été confirmé pour un couple parfait

Note :
Une fois que la cabine de vérité confirme un couple parfait, ce couple ira à la suite en lune de miel et sera automatiquement jumelé pour le reste des cérémonies d'un couple parfait.

### Cabines de vérité
| Couples              | Épisode | Résultat       |
| -------------------- | ------- | -------------- |
| Brandon & Jessica    | 1       | Pas en couple  |
| Brandon & Christina  | 2       | Pas en couple  |
| Brandon & Alexandria | 3       | Pas en couple  |
| Pratt & Paris        | 4       | Couple parfait |
| Curtis & Shelby      | 5       | Couple parfait |
| John & Jasmine       | 6       | Pas en couple  |
| John & Jenni         | 7       | Couple parfait |
| Nathan & Christina   | 8       | Pas en couple  |
| Alex & Jasmine       | 9       | Couple parfait |
| Dario & Ashley       | 10      | Couple parfait |

### Après le tournage
| Garçons | Filles    | Statut actuel |
| ------- | --------- | ------------- |
| Alex    | Jasmine   | Non ensembles |
| Anthony | Ellie     | Amis          |
| Anthony | Jenni     | Amis          |
| Brandon | Briana    | Amis          |
| Brandon | Christina | Non ensembles |
| Curtis  | Briana    | Non ensembles |
| Curtis  | Shelby    | Non ensembles |
| Curtis  | Jenni     | Ensembles     |
| Dario   | Ashley    | Amis          |
| Dario   | Shelby    | Non ensembles |
| Garland | Tyler     | Non ensembles |
| John    | Christina | Amis          |
| John    | Jenni     | Non ensembles |
| Layton  | Jessica   | Non ensembles |
| Layton  | Tyler     | Non ensembles |
| Nathan  | Briana    | Colocataires  |
| Nathan  | Ellie     | Amis          |
| Pratt   | Paris     | Amis          |

Nathan Siebenmark "Nate" et Ellie Puckett sont revenus pour l'équipe Are You The One : Seconde Chances et ont terminé à la 9ème place.

### The Challenge
| Candidats                | Saison de The Challenges                                                       | Challenges gagnés | Total d'argent gagnés |
| ------------------------ | ------------------------------------------------------------------------------ | ----------------- | --------------------- |
| Anthony Bartolotte       | Invasion of the Champions                                                      | Non               | $ 0                   |
| Brandon Tindel           | Rivals III                                                                     | Non               | $ 0                   |
| Briana LaCuesta          | Rivals III, XXX: Dirty 30                                                      | Non               | $ 0                   |
| Christina LeBlanc        | Battle of the Bloodlines, Rivals III                                           | Non               | $ 0                   |
| Dario Medrano            | Battle of the Bloodlines, Rivals III, Invasion of the Champions, XXX: Dirty 30 | Non               | $ 0                   |
| Nathan Siebenmark "Nate" | Rivals III                                                                     | Non               | $ 0                   |

Le nom en gras indique que le participant était finaliste de The Challenge.

## Troisième saison:KonaàHawaii
Cette saison est tournée à Hawaii et diffusée en première le 21 septembre 2015.

### Candidats
| Nom                   | Âge | Ville natale               |
| --------------------- | --- | -------------------------- |
| Alec Gonzalez         | 22  | Philadelphie, Pennsylvanie |
| Austin Sheets         | 22  | Addison, Texas             |
| Chuck Mowery          | 26  | Maui, Hawaii               |
| Connor Smith          | 25  | Tinley Park, Illinois      |
| Devin Walker-Molaghan | 26  | Northampton, Massachusetts |
| Hunter Barfield       | 22  | Perry, Floride             |
| Mike Crescenzo        | 24  | Stony Brook, New York      |
| Nelson Thomas         | 26  | San Marcos, Texas          |
| Tyler Johnson         | 25  | Indianapolis, Indiana      |
| Zak Longo             | 26  | Toronto, Ontario, Canada   |

| Nom              | Âge | Ville natale              |
| ---------------- | --- | ------------------------- |
| Amanda Garcia    | 22  | Westminster, Colorado     |
| Britni Thornton  | 24  | Augusta, Georgie          |
| Chelsey Perkins  | 23  | Orlando, Floride          |
| Hannah Rathbun   | 22  | Syracuse, New York        |
| Kayla Brackett   | 22  | Sandy Hook, Connecticut   |
| Kiki Cooper      | 24  | Ashburn, Virginie         |
| Cheyenne Floyd   | 22  | Los Angeles, Californie   |
| Melanie Velez    | 23  | Franklin Square, New York |
| Rashida Beach    | 23  | Columbia, Carolina du Sud |
| Stacey Gurnevich | 24  | Staten Island, New York   |

### Progrès
| Garçons          | Épisodes | Épisodes | Épisodes | Épisodes | Épisodes | Épisodes | Épisodes | Épisodes | Épisodes | Épisodes | Réponses |
| Garçons          | 1        | 2        | 3        | 4        | 5        | 6        | 7        | 8        | 9        | 10       | Réponses |
| ---------------- | -------- | -------- | -------- | -------- | -------- | -------- | -------- | -------- | -------- | -------- | -------- |
| Alec             | Stacey   | Chelsey  | Stacey   | Amanda   | Stacey   | Stacey   | Rashida  | Stacey   | Stacey   | Amanda   | Amanda   |
| Austin           | Kiki     | Kiki     | Amanda   | Stacey   | Hannah   | Cheyenne | Kayla    | Kiki     | Cheyenne | Britni   | Britni   |
| Chuck            | Hannah   | Hannah   | Kiki     | Kiki     | Kiki     | Amanda   | Melanie  | Amanda   | Rashida  | Melanie  | Melanie  |
| Connor           | Chelsey  | Kayla    | Chelsey  | Chelsey  | Chelsey  | Chelsey  | Chelsey  | Chelsey  | Chelsey  | Chelsey  | Chelsey  |
| Devin            | Melanie  | Melanie  | Rashida  | Hannah   | Cheyenne | Rashida  | Britni   | Rashida  | Britni   | Rashida  | Rashida  |
| Hunter           | Britni   | Stacey   | Britni   | Rashida  | Melanie  | Britni   | Amanda   | Britni   | Kayla    | Hannah   | Hannah   |
| Mike             | Amanda   | Amanda   | Kayla    | Kayla    | Britni   | Melanie  | Stacey   | Melanie  | Kiki     | Kiki     | Kiki     |
| Nelson           | Cheyenne | Cheyenne | Melanie  | Britni   | Rashida  | Kiki     | Kiki     | Kayla    | Amanda   | Stacey   | Stacey   |
| Tyler            | Rashida  | Rashida  | Cheyenne | Melanie  | Amanda   | Hannah   | Cheyenne | Cheyenne | Melanie  | Cheyenne | Cheyenne |
| Zak              | Kayla    | Britni   | Hannah   | Cheyenne | Kayla    | Kayla    | Hannah   | Hannah   | Hannah   | Kayla    | Kayla    |
| Couples parfaits | 2        | 0        | 3        | 2        | 2        | 3        | 3        | 3        | 2        | 10       | 10       |

| Filles           | Épisodes | Épisodes | Épisodes | Épisodes | Épisodes | Épisodes | Épisodes | Épisodes | Épisodes | Épisodes | Réponses |
| Filles           | 1        | 2        | 3        | 4        | 5        | 6        | 7        | 8        | 9        | 10       | Réponses |
| ---------------- | -------- | -------- | -------- | -------- | -------- | -------- | -------- | -------- | -------- | -------- | -------- |
| Amanda           | Mike     | Mike     | Austin   | Alec     | Tyler    | Chuck    | Hunter   | Chuck    | Nelson   | Alec     | Alec     |
| Britni           | Hunter   | Zak      | Hunter   | Nelson   | Mike     | Hunter   | Devin    | Hunter   | Devin    | Austin   | Austin   |
| Chelsey          | Connor   | Alec     | Connor   | Connor   | Connor   | Connor   | Connor   | Connor   | Connor   | Connor   | Connor   |
| Cheyenne         | Nelson   | Nelson   | Tyler    | Zak      | Devin    | Austin   | Tyler    | Tyler    | Austin   | Tyler    | Tyler    |
| Hannah           | Chuck    | Chuck    | Zak      | Devin    | Austin   | Tyler    | Zak      | Zak      | Zak      | Hunter   | Hunter   |
| Kayla            | Zak      | Connor   | Mike     | Mike     | Zak      | Zak      | Austin   | Nelson   | Hunter   | Zak      | Zak      |
| Kiki             | Austin   | Austin   | Chuck    | Chuck    | Chuck    | Nelson   | Nelson   | Austin   | Mike     | Mike     | Mike     |
| Melanie          | Devin    | Devin    | Nelson   | Tyler    | Hunter   | Mike     | Chuck    | Mike     | Tyler    | Chuck    | Chuck    |
| Rashida          | Tyler    | Tyler    | Devin    | Hunter   | Nelson   | Devin    | Alec     | Devin    | Chuck    | Devin    | Devin    |
| Stacey           | Alec     | Hunter   | Alec     | Austin   | Alec     | Alec     | Mike     | Alec     | Alec     | Nelson   | Nelson   |
| Couples parfaits | 2        | 0        | 3        | 2        | 2        | 3        | 3        | 3        | 2        | 10       | 10       |

- Couple parfait confirmé
- Couple parfait non confirmé

Notes :

Une fois que le stand de vérité confirme un couple parfait, ce couple ira à la suite en lune de miel et sera automatiquement jumelé pour le reste des cérémonies de compétition.

En raison de la panne de courant dans l’épisode 2, l’ensemble de la distribution a perdu $ 250 000, ramenant le total à $ 750 000 au lieu de $ 1 000 000.

Dans l'épisode 9, Mike a été retiré de la compétition en raison d'une altercation devenue violente avec Amanda. Kiki a été laissé sans match cette semaine et a été automatiquement jumelé avec Mike. En fin de compte, il s'est avéré que Mike et Kiki étaient des couples parfaits.

### Cabines de vérité
| Couples          | Épisodes | Résultat       |
| ---------------- | -------- | -------------- |
| Hunter & Kiki    | 1        | Pas en couple  |
| Devin & Kiki     | 2        | Pas en couple  |
| Zak & Kiki       | 3        | Pas en couple  |
| Chuck & Britni   | 4        | Pas en couple  |
| Connor & Chelsey | 5        | Couple parfait |
| Chuck & Kiki     | 6        | Pas en couple  |
| Alec & Melanie   | 7        | Pas en couple  |
| Nelson & Kiki    | 8        | Pas en couple  |
| Hunter & Britni  | 9        | Pas en couple  |
| Zak & Kayla      | 10       | Couple parfait |

### Après le tournage
| Garçons | Filles   | Statut actuel |
| ------- | -------- | ------------- |
| Alec    | Amanda   | Non ensembles |
| Alec    | Stacey   | Non ensembles |
| Austin  | Britni   | Non ensembles |
| Chuck   | Britni   | Non ensembles |
| Chuck   | Melanie  | Non ensembles |
| Connor  | Chelsey  | Amis          |
| Connor  | Kayla    | Amis          |
| Devin   | Kiki     | Amis          |
| Devin   | Rashida  | Amis          |
| Hunter  | Hannah   | Non ensembles |
| Hunter  | Stacey   | Amis          |
| Mike    | Amanda   | Amis          |
| Mike    | Kayla    | Amis          |
| Mike    | Kiki     | Non ensembles |
| Nelson  | Cheyenne | Amis          |
| Nelson  | Stacey   | Non ensembles |
| Tyler   | Cheyenne | Amis          |
| Tyler   | Rashida  | Non ensembles |
| Zak     | Hannah   | Ensembles     |
| Zak     | Kayla    | Non ensembles |

Mike Crescenzo a par la suite été membre de la 32ème saison de Real World et Real World Seattle: Bad Blood.
Devin Walker-Molaghan et Rashida Beach sont revenus pour le Are You The One ? : Second Chances et ont terminé à la 1ère place en gagnant eux-mêmes $ 170 000.

### The Challenge
| Candidats             | Saison de The Challenges                                                         | Challenge spin-off          | Challenges gagnés | Total d'argents gagnés |
| --------------------- | -------------------------------------------------------------------------------- | --------------------------- | ----------------- | ---------------------- |
| Amanda Garcia         | Rivals III, Invasion of the Champions, XXX: Dirty 30, Final Reckoning            | -                           | Non               | $ 0                    |
| Britni Thornton       | XXX: Dirty 30, Vendettas, Final Reckoning                                        | -                           | Non               | $ 0                    |
| Cheyenne Floyd        | Rivals III                                                                       | -                           | Non               | $ 12 500               |
| Chuck Mowery          | Final Reckoning                                                                  | -                           | Non               | $ 0                    |
| Devin Walker-Molaghan | Rivals III, XXX: Dirty 30, Vendettas, Final Reckoning                            | Champs vs. Stars (saison 3) | Non               | $ 12 500               |
| Hunter Barfield       | Invasion of the Champions, XXX: Dirty 30, Final Reckoning                        | -                           | Non               | $ 0                    |
| Nelson Thomas         | Rivals III, Invasion of the Champions, XXX: Dirty 30, Vendettas, Final Reckoning | -                           | Non               | $ 36 250               |

Le nom en gras indique que le participant était finaliste de The Challenge.

## Quatrième saison:MauiàHawaii
Cette saison est tournée à Hawaii et diffusée en première le 13 juin 2016.

### Candidats
| Nom               | Âge | Ville natale               |
| ----------------- | --- | -------------------------- |
| Asaf Goren        | 25  | Tel Aviv, Israel           |
| Cam Bruckman      | 22  | Fort Collins, Colorado     |
| Cameron Kolbo     | 25  | Hattiesburg, Mississippi   |
| Giovanni Rivera   | 23  | Bridgeport, Connecticut    |
| John Humphrey     | 23  | Norfolk, Nebraska          |
| Morgan St. Pierre | 24  | Manhattan, New York        |
| Prosper Muna      | 24  | Albany, New York           |
| Sam Handler       | 22  | Barrington, Illinois       |
| Stephen McHugh    | 24  | Philadelphie, Pennsylvanie |
| Tyler Norman      | 26  | San Diego, Californie      |

| Nom                 | Âge | Ville natale               |
| ------------------- | --- | -------------------------- |
| Alyssa Ortiz        | 22  | Elgin, Illinois            |
| Camille Satterwhite | 23  | Wheatley Heights, New York |
| Emma Sweigard       | 22  | Parker, Colorado           |
| Francesca Duncan    | 22  | Manhattan, New York        |
| Julia Rose          | 22  | New Orleans, Louisiane     |
| Kaylen Zahara       | 22  | Compton, Californie        |
| Mikala Thomas       | 22  | Ocean City, New Jersey     |
| Nicole Brown        | 22  | Denver, Colorado           |
| Tori Deal           | 23  | Astoria, New York          |
| Victoria Wyatt      | 22  | Chino Hills, Californie    |

### Progrès
| Garçons          | Épisodes  | Épisodes  | Épisodes  | Épisodes  | Épisodes  | Épisodes  | Épisodes  | Épisodes  | Épisodes  | Épisodes  | Réponses  |
| Garçons          | 1         | 2         | 3         | 4         | 5         | 6         | 7         | 8         | 9         | 10        | Réponses  |
| ---------------- | --------- | --------- | --------- | --------- | --------- | --------- | --------- | --------- | --------- | --------- | --------- |
| Asaf             | Francesca | Camille   | Camille   | Camille   | Camille   | Camille   | Francesca | Camille   | Tori      | Kaylen    | Kaylen    |
| Cam              | Victoria  | Julia     | Nicole    | Emma      | Emma      | Victoria  | Nicole    | Tori      | Nicole    | Julia     | Julia     |
| Cameron          | Mikala    | Mikala    | Mikala    | Mikala    | Mikala    | Mikala    | Mikala    | Mikala    | Mikala    | Mikala    | Mikala    |
| Giovanni         | Kaylen    | Kaylen    | Kaylen    | Kaylen    | Francesca | Francesca | Emma      | Nicole    | Francesca | Francesca | Francesca |
| John             | Emma      | Nicole    | Victoria  | Victoria  | Tori      | Emma      | Kaylen    | Kaylen    | Victoria  | Victoria  | Victoria  |
| Morgan           | Julia     | Alyssa    | Francesca | Tori      | Julia     | Tori      | Tori      | Victoria  | Julia     | Tori      | Tori      |
| Prosper          | Camille   | Emma      | Emma      | Nicole    | Victoria  | Kaylen    | Victoria  | Francesca | Emma      | Emma      | Emma      |
| Sam              | Alyssa    | Francesca | Alyssa    | Alyssa    | Alyssa    | Alyssa    | Alyssa    | Alyssa    | Alyssa    | Alyssa    | Alyssa    |
| Stephen          | Nicole    | Tori      | Tori      | Julia     | Nicole    | Julia     | Julia     | Julia     | Kaylen    | Nicole    | Nicole    |
| Tyler            | Tori      | Victoria  | Julia     | Francesca | Kaylen    | Nicole    | Camille   | Emma      | Camille   | Camille   | Camille   |
| Couples parfaits | 3         | 3         | 4         | 4         | 4         | 4         | 4         | 2         | 6         | 10        | 10        |

| Saison           | Épisodes | Épisodes | Épisodes | Épisodes | Épisodes | Épisodes | Épisodes | Épisodes | Épisodes | Épisodes | Réponses |
| Saison           | 1        | 2        | 3        | 4        | 5        | 6        | 7        | 8        | 9        | 10       | Réponses |
| ---------------- | -------- | -------- | -------- | -------- | -------- | -------- | -------- | -------- | -------- | -------- | -------- |
| Alyssa           | Sam      | Morgan   | Sam      | Sam      | Sam      | Sam      | Sam      | Sam      | Sam      | Sam      | Sam      |
| Camille          | Prosper  | Asaf     | Asaf     | Asaf     | Asaf     | Asaf     | Tyler    | Asaf     | Tyler    | Tyler    | Tyler    |
| Emma             | John     | Prosper  | Prosper  | Cam      | Cam      | John     | Giovanni | Tyler    | Prosper  | Prosper  | Prosper  |
| Francesca        | Asaf     | Sam      | Morgan   | Tyler    | Giovanni | Giovanni | Asaf     | Prosper  | Giovanni | Giovanni | Giovanni |
| Julia            | Morgan   | Cam      | Tyler    | Stephen  | Morgan   | Stephen  | Stephen  | Stephen  | Morgan   | Cam      | Cam      |
| Kaylen           | Giovanni | Giovanni | Giovanni | Giovanni | Tyler    | Prosper  | John     | John     | Stephen  | Asaf     | Asaf     |
| Mikala           | Cameron  | Cameron  | Cameron  | Cameron  | Cameron  | Cameron  | Cameron  | Cameron  | Cameron  | Cameron  | Cameron  |
| Nicole           | Stephen  | John     | Cam      | Prosper  | Stephen  | Tyler    | Cam      | Giovanni | Cam      | Stephen  | Stephen  |
| Tori             | Tyler    | Stephen  | Stephen  | Morgan   | John     | Morgan   | Morgan   | Cam      | Asaf     | Morgan   | Morgan   |
| Victoria         | Cam      | Tyler    | John     | John     | Prosper  | Cam      | Prosper  | Morgan   | John     | John     | John     |
| Couples parfaits | 3        | 3        | 4        | 4        | 4        | 4        | 4        | 2        | 6        | 10       | 10       |

- Couple parfait confirmé
- Couple parfait non confirmé

### Cabines de vérité
| Couples           | Épisodes | Résultat       |
| ----------------- | -------- | -------------- |
| Prosper & Tori    | 1        | Pas en couple  |
| John & Julia      | 2        | Pas en couple  |
| Cameron & Mikala  | 3        | Couple parfait |
| Asaf & Tori       | 4        | Pas en couple  |
| Giovanni & Kaylen | 5        | Pas en couple  |
| Sam & Alyssa      | 6        | Couple parfait |
| Cam & Victoria    | 7        | Pas en couple  |
| Giovanni & Julia  | 8        | Pas en couple  |
| Prosper & Emma    | 9        | Couple parfait |
| Cam & Julia       | 10       | Couple parfait |

### Après le tournage
| Garçons  | Filles    | Statut actuelle |
| -------- | --------- | --------------- |
| Asaf     | Francesca | Amis            |
| Asaf     | Kaylen    | Amis            |
| Cam      | Julia     | Non ensembles   |
| Cam      | Victoria  | Non ensembles   |
| Cameron  | Mikala    | Non ensembles   |
| Giovanni | Francesca | Amis            |
| Giovanni | Kaylen    | Non ensembles   |
| John     | Victoria  | Non ensembles   |
| Morgan   | Tori      | Amis            |
| Prosper  | Emma      | Non ensembles   |
| Sam      | Alyssa    | Non ensembles   |
| Stephen  | Julia     | Ensembles       |
| Stephen  | Nicole    | Non ensembles   |
| Tyler    | Camille   | Amis            |

### The Challenge
| Candidats | Saison de The Challenges       | Challenge spin-off                            | Challenge gagnés | Total d'argents gagnés |
| --------- | ------------------------------ | --------------------------------------------- | ---------------- | ---------------------- |
| Tori Deal | XXX: Dirty 30, Final Reckoning | Champs vs. Stars, Champs vs. Stars (saison 3) | Non              | $ 15 000               |

Le nom en gras indique que le participant était finaliste de The Challenge.
Notes :
Tori fait une apparition sur Vendettas pour une élimination.

## Cinquième saison:CabareteenRépublique Dominicaine
Cette saison est tournée au République Dominicaine et diffusée en première le 11 janvier 2017.

### Candidats
| Nom                     | Âge | Ville natale                |
| ----------------------- | --- | --------------------------- |
| Andre Siemers           | 22  | Burnsville, Minnesota       |
| Derrick Henry           | 23  | Charleston, Caroline du Sud |
| Edward Williams "Eddie" | 21  | Bridgeton, New Jersey       |
| Hayden Weaver           | 23  | Anderson, Indiana           |
| Jaylan Adlam            | 23  | Atlanta, Georgie            |
| Joey Amoia              | 23  | Buffalo, New York           |
| Michael Halpern         | 24  | Tamarac, Floride            |
| Mike Cerasani           | 25  | Staten Island, New York     |
| Osvaldo Romero          | 22  | Chicago, Illinois           |
| Ozzy Morales            | 24  | San José, Costa Rica        |
| Tyler O’Brien           | 25  | Boca Raton, Floride         |

| Nom               | Âge | Ville natale           |
| ----------------- | --- | ---------------------- |
| Alicia Wright     | 23  | Howell, New Jersey     |
| Carolina Duarte   | 21  | Sammamish, Washington  |
| Casandra Martinez | 22  | Seabrook, Texas        |
| Gianna Hammer     | 21  | Doylestown, Ohio       |
| Hannah Fugazzi    | 22  | Brentwood, Californie  |
| Kam Williams      | 21  | Pennsauken, New Jersey |
| Kari Kowalski     | 22  | New York, New York     |
| Kathryn Palmer    | 22  | Tallahassee, Floride   |
| Shannon Duffy     | 22  | Valencia, Californie   |
| Taylor Selfridge  | 22  | Yacolt, Washington     |
| Tyranny Todd      | 22  | Augusta, Georgie       |

### Progrès
| Garçons          | Épisodes | Épisodes | Épisodes | Épisodes | Épisodes | Épisodes | Épisodes | Épisodes | Épisodes | Épisodes | Réponses |
| Garçons          | 1        | 2        | 3        | 4        | 5        | 6        | 7        | 8        | 9        | 10       | Réponses |
| ---------------- | -------- | -------- | -------- | -------- | -------- | -------- | -------- | -------- | -------- | -------- | -------- |
| Andre            | Alicia   | Hannah   | Kari     | Casandra | Taylor   | Taylor   | Casandra | Gianna   | Kathryn  | Kathryn  | Kathryn  |
| Derrick          | Kathryn  | Alicia   | Hannah   | Gianna   | Tyranny  | Tyranny  | Kari     | Shannon  | Casandra | Shannon  | Casandra |
| Edward           | Kam      | Shannon  | Kam      | Alicia   | Kam      | Kam      | Kam      | Kam      | Kam      | Kam      | Kam      |
| Hayden           | Shannon  | Taylor   | Carolina | Carolina | Carolina | Carolina | Carolina | Carolina | Carolina | Carolina | Carolina |
| Jaylan           | Casandra | Kam      | Casandra | Tyranny  | Casandra | Hannah   | Tyranny  | Tyranny  | Tyranny  | Tyranny  | Tyranny  |
| Joey             | Carolina | Carolina | Kathryn  | Kathryn  | Kathryn  | Kathryn  | Kathryn  | Casandra | Hannah   | Hannah   | Shannon  |
| Michael          | Hannah   | Gianna   | Taylor   | Kari     | Kari     | Kari     | Hannah   | Kathryn  | Kari     | Kari     | Kari     |
| Mike             | Kari     | Casandra | Alicia   | Kam      | Alicia   | Alicia   | Gianna   | Kari     | Alicia   | Alicia   | Alicia   |
| Osvaldo          | Tyranny  | Kari     | Tyranny  | Taylor   | Gianna   | Gianna   | Taylor   | Taylor   | Taylor   | Taylor   | Taylor   |
| Ozzy             | Gianna   | Kathryn  | Gianna   | Hannah   | Hannah   | Casandra | Alicia   | Alicia   | Gianna   | Gianna   | Gianna   |
| Tyler            | Taylor   | Tyranny  | Shannon  | Shannon  | Shannon  | Shannon  | Shannon  | Hannah   | Shannon  | Casandra | Hannah   |
| Couples parfaits | 2        | 0        | 4        | 4        | 4        | 4        | 4        | 5        | 9        | 8        | 8        |

| Filles           | Épisodes | Épisodes | Épisodes | Épisodes | Épisodes | Épisodes | Épisodes | Épisodes | Épisodes | Épisodes | Réponses |
| Filles           | 1        | 2        | 3        | 4        | 5        | 6        | 7        | 8        | 9        | 10       | Réponses |
| ---------------- | -------- | -------- | -------- | -------- | -------- | -------- | -------- | -------- | -------- | -------- | -------- |
| Alicia           | Andre    | Derrick  | Mike     | Edward   | Mike     | Mike     | Ozzy     | Ozzy     | Mike     | Mike     | Mike     |
| Carolina         | Joey     | Joey     | Hayden   | Hayden   | Hayden   | Hayden   | Hayden   | Hayden   | Hayden   | Hayden   | Hayden   |
| Casandra         | Jaylan   | Mike     | Jaylan   | Andre    | Jaylan   | Ozzy     | Andre    | Joey     | Derrick  | Tyler    | Derrick  |
| Gianna           | Ozzy     | Michael  | Ozzy     | Derrick  | Osvaldo  | Osvaldo  | Mike     | Andre    | Ozzy     | Ozzy     | Ozzy     |
| Hannah           | Michael  | Andre    | Derrick  | Ozzy     | Ozzy     | Jaylan   | Michael  | Tyler    | Joey     | Joey     | Tyler    |
| Kam              | Edward   | Jaylan   | Edward   | Mike     | Edward   | Edward   | Edward   | Edward   | Edward   | Edward   | Edward   |
| Kari             | Mike     | Osvaldo  | Andre    | Michael  | Michael  | Michael  | Derrick  | Mike     | Michael  | Michael  | Michael  |
| Kathryn          | Derrick  | Ozzy     | Joey     | Joey     | Joey     | Joey     | Joey     | Michael  | Andre    | Andre    | Andre    |
| Shannon          | Hayden   | Edward   | Tyler    | Tyler    | Tyler    | Tyler    | Tyler    | Derrick  | Tyler    | Derrick  | Joey     |
| Taylor           | Tyler    | Hayden   | Michael  | Osvaldo  | Andre    | Andre    | Osvaldo  | Osvaldo  | Osvaldo  | Osvaldo  | Osvaldo  |
| Tyranny          | Osvaldo  | Tyler    | Osvaldo  | Jaylan   | Derrick  | Derrick  | Jaylan   | Jaylan   | Jaylan   | Jaylan   | Jaylan   |
| Couples parfaits | 2        | 0        | 4        | 4        | 4        | 4        | 4        | 5        | 9        | 8        | 8        |

- Couple parfait confirmé
- Couple parfait non confirmé
- Confirmé, pas de couple pour toute la saison. La correspondance correcte est entre parenthèses.

### Cabines de vérité
| Couples           | Épisodes | Résultat       |
| ----------------- | -------- | -------------- |
| Hayden & Gianna   | 1        | Pas en couple  |
| Andre & Alicia    | 2        | Pas en couple  |
| Ozzy & Carolina   | 3        | Pas en couple  |
| Osvaldo & Tyranny | 4        | Pas en couple  |
| Edward & Kam      | 5        | Couple parfait |
| Ozzy & Hannah     | 6        | Pas en couple  |
| Andre & Taylor    | 7        | Pas en couple  |
| Hayden & Carolina | 8        | Couple parfait |
| Derrick & Tyranny | 9        | Pas en couple  |
| Joey & Casandra   | 10       | Pas en couple  |

### Après le tournage
| Garçons | Filles   | Statut actuelle                 |
| ------- | -------- | ------------------------------- |
| Andre   | Kathryn  | Non ensembles                   |
| Andre   | Taylor   | Non ensembles                   |
| Derrick | Casandra | Amis                            |
| Edward  | Alicia   | Non ensembles                   |
| Edward  | Kam      | Non ensembles                   |
| Hayden  | Carolina | Non ensembles                   |
| Hayden  | Gianna   | Enceinte avec le premier enfant |
| Jaylan  | Tyranny  | Amis                            |
| Joey    | Shannon  | Amis                            |
| Michael | Kari     | Amis                            |
| Mike    | Casandra | Non ensembles                   |
| Mike    | Alicia   | Non ensembles                   |
| Osvaldo | Taylor   | Amis                            |
| Osvaldo | Tyranny  | Amis                            |
| Ozzy    | Gianna   | Amis                            |
| Ozzy    | Hannah   | Non ensembles                   |
| Ozzy    | Carolina | Amis                            |
| Tyler   | Hannah   | Amis                            |
| Tyler   | Shannon  | Non ensembles                   |

### The Challenge
| Candidats       | The Challenges                 | Challenge spin-off          | Challenge gagnés | Total d'argents gagnés |
| --------------- | ------------------------------ | --------------------------- | ---------------- | ---------------------- |
| Alicia Wright   | Vendettas                      | -                           | Non              | $ 0                    |
| Derrick Henry   | XXX: Dirty 30, Final Reckoning | -                           | Non              | $ 0                    |
| Edward Williams | Vendettas                      | -                           | Non              | $ 0                    |
| Kam Williams    | Vendettas, Final Reckoning     | Champs vs. Stars (season 3) | Non              | $ 0                    |

Le nom en gras indique que le participant était finaliste de The Challenge.

## Sixième saison:La Nouvelle-OrléansenLouisiane
Cette saison est tournée en Louisiane et diffusée en première le 20 septembre 2017. 

### Candidats
| Nom              | Âge | Ville natale              |
| ---------------- | --- | ------------------------- |
| Anthony Martin   | 22  | Inglewood, Californie     |
| Clinton Moxam    | 22  | Palm Bay, Floride         |
| David Shad       | 24  | San Diego, Californie     |
| Dimitri Valentin | 26  | Playa del Rey, Californie |
| Ethan Cohen      | 27  | Sonoma, Californie        |
| Joe Torgerson    | 23  | Portland, Oregon          |
| Kareem Fathalla  | 23  | Avenel, New Jersey        |
| Keith Klebacher  | 24  | Manchester, New Jersey    |
| Malcolm Drummer  | 25  | West Palm Beach, Floride  |
| Michael Johnson  | 21  | Knoxville, Tennessee      |
| Tyler Colon      | 21  | Los Angeles, Californie   |

| Nom             | Âge | Ville natale                     |
| --------------- | --- | -------------------------------- |
| Alexis Eddy     | 21  | Mannington, Virginie-Occidentale |
| Alivia Hunter   | 21  | Charleston, Caroline du Sud      |
| Audrey Diaz     | 23  | Middletown, New York             |
| Diandra Delgado | 21  | Teaneck, New Jersey              |
| Geles Rodriguez | 23  | Los Fresnos, Texas               |
| Jada Allen      | 21  | Union City, New Jersey           |
| Keyana Land     | 23  | Boyertown, Pennsylvanie          |
| Nicole Spiller  | 21  | Medway, Massachusetts            |
| Nurys Mateo     | 22  | Portland, Maine                  |
| Uche Nwosu      | 23  | Grand Rapids, Michigan           |
| Zoe Pugh        | 22  | Scranton, Pennsylvanie           |

### Progrès
| Garçons          | Épisodes | Épisodes | Épisodes | Épisodes | Épisodes | Épisodes | Épisodes | Épisodes | Épisodes | Épisodes | Réponses |
| Garçons          | 1        | 2        | 3        | 4        | 5        | 6        | 7        | 8        | 9        | 10       | Réponses |
| ---------------- | -------- | -------- | -------- | -------- | -------- | -------- | -------- | -------- | -------- | -------- | -------- |
| Anthony          | Geles    | Diandra  | Jada     | Keyana   | Nicole   | Keyana   | Keyana   | Alivia   | Uche     | Alexis   | Alexis   |
| Clinton          | Uche     | Uche     | Uche     | Uche     | Jada     | Geles    | Geles    | Geles    | Geles    | Geles    | Geles    |
| Shad             | Audrey   | Geles    | Keyana   | Audrey   | Audrey   | Audrey   | Alivia   | Zoe      | Alivia   | Audrey   | Audrey   |
| Dimitri          | Diandra  | Nicole   | Nurys    | Alexis   | Uche     | Diandra  | Diandra  | Diandra  | Audrey   | Nurys    | Nurys    |
| Ethan            | Jada     | Jada     | Alexis   | Nicole   | Geles    | Jada     | Zoe      | Alexis   | Nurys    | Zoe      | Zoe      |
| Joe              | Zoe      | Audrey   | Zoe      | Zoe      | Zoe      | Alexis   | Uche     | Jada     | Zoe      | Uche     | Uche     |
| Kareem           | Alivia   | Alivia   | Alivia   | Diandra  | Alivia   | Nurys    | Nurys    | Nurys    | Diandra  | Diandra  | Diandra  |
| Keith            | Alexis   | Alexis   | Diandra  | Nurys    | Alexis   | Zoe      | Jada     | Audrey   | Jada     | Jada     | Jada     |
| Malcolm          | Nurys    | Nurys    | Geles    | Alivia   | Diandra  | Alivia   | Alexis   | Uche     | Alexis   | Alivia   | Alivia   |
| Michael          | Keyana   | Keyana   | Audrey   | Geles    | Nurys    | Uche     | Audrey   | Keyana   | Keyana   | Keyana   | Keyana   |
| Tyler            | Nicole   | Zoe      | Nicole   | Jada     | Keyana   | Nicole   | Nicole   | Nicole   | Nicole   | Nicole   | Nicole   |
| Couples parfaits | 3        | 1        | 2        | 3        | 1        | 4        | 5        | 3        | 5        | 11       | 11       |

| Filles           | Épisodes | Épisodes | Épisodes | Épisodes | Épisodes | Épisodes | Épisodes | Épisodes | Épisodes | Épisodes | Réponses |
| Filles           | 1        | 2        | 3        | 4        | 5        | 6        | 7        | 8        | 9        | 10       | Réponses |
| ---------------- | -------- | -------- | -------- | -------- | -------- | -------- | -------- | -------- | -------- | -------- | -------- |
| Alexis           | Keith    | Keith    | Ethan    | Dimitri  | Keith    | Joe      | Malcolm  | Ethan    | Malcolm  | Anthony  | Anthony  |
| Alivia           | Kareem   | Kareem   | Kareem   | Malcolm  | Kareem   | Malcolm  | Shad     | Anthony  | Shad     | Malcolm  | Malcolm  |
| Audrey           | Shad     | Joe      | Michael  | Shad     | Shad     | Shad     | Michael  | Keith    | Dimitri  | Shad     | Shad     |
| Diandra          | Dimitri  | Anthony  | Keith    | Kareem   | Malcolm  | Dimitri  | Dimitri  | Dimitri  | Kareem   | Kareem   | Kareem   |
| Geles            | Anthony  | Shad     | Malcolm  | Michael  | Ethan    | Clinton  | Clinton  | Clinton  | Clinton  | Clinton  | Clinton  |
| Jada             | Ethan    | Ethan    | Anthony  | Tyler    | Clinton  | Ethan    | Keith    | Joe      | Keith    | Keith    | Keith    |
| Keyana           | Michael  | Michael  | Shad     | Anthony  | Tyler    | Anthony  | Anthony  | Michael  | Michael  | Michael  | Michael  |
| Nicole           | Tyler    | Dimitri  | Tyler    | Ethan    | Anthony  | Tyler    | Tyler    | Tyler    | Tyler    | Tyler    | Tyler    |
| Nurys            | Malcolm  | Malcolm  | Dimitri  | Keith    | Michael  | Kareem   | Kareem   | Kareem   | Ethan    | Dimitri  | Dimitri  |
| Uche             | Clinton  | Clinton  | Clinton  | Clinton  | Dimitri  | Michael  | Joe      | Malcolm  | Anthony  | Joe      | Joe      |
| Zoe              | Joe      | Tyler    | Joe      | Joe      | Joe      | Keith    | Ethan    | Shad     | Joe      | Ethan    | Ethan    |
| Couples parfaits | 3        | 1        | 2        | 3        | 1        | 4        | 5        | 3        | 5        | 11       | 11       |

- Couple parfait confirmé
- Couple parfait non confirmé

### Cabines de vérité
| Couples          | Episodes | Résultat       |
| ---------------- | -------- | -------------- |
| Ethan & Keyana   | 1        | Pas en couple  |
| Anthony & Geles  | 2        | Pas en couple  |
| Malcolm & Nurys  | 3        | Pas en couple  |
| Dimitri & Nicole | 4        | Pas en couple  |
| Clinton & Uche   | 5        | Pas en couple  |
| Keith & Alexis   | 6        | Pas en couple  |
| Keith & Alivia   | 7        | Pas en couple  |
| Michael & Audrey | 8        | Pas en couple  |
| Tyler & Nicole   | 9        | Couple parfait |
| Dimitri & Jada   | 10       | Pas en couple  |

### Après le tournage
| Garçons | Filles            | Statut actuelle |
| ------- | ----------------- | --------------- |
| Anthony | Alexis            | Amis            |
| Anthony | Geles             | Non ensembles   |
| Clinton | Geles             | Non ensembles   |
| Clinton | Uche              | Ensemble        |
| Dimitri | Nicole            | Non ensembles   |
| Dimitri | Nurys             | Amis            |
| Ethan   | Zoe               | Amis            |
| Joe     | Uche              | Amis            |
| Joe     | Mikala (saison 4) | Ensemble        |
| Kareem  | Alivia            | Non ensembles   |
| Kareem  | Diandra           | Amis            |
| Keith   | Alexis            | Non ensembles   |
| Keith   | Jada              | Amis            |
| Malcolm | Alivia            | Amis            |
| Malcolm | Diandra           | Non ensembles   |
| Malcolm | Nurys             | Non ensembles   |
| Michael | Audrey            | Non ensembles   |
| Michael | Keyana            | Amis            |
| Shad    | Audrey            | Amis            |
| Tyler   | Nicole            | Amis            |

## Septième saison:KonaàHawaii
Cette saison est tournée à Hawaii et diffusée en première le 15 août 2018.

### Candidats
| Nom            | Âge | Ville natale                               |
| -------------- | --- | ------------------------------------------ |
| Andrew Couture | 24  | Reading, Massachusetts                     |
| Brett Ferri    | 26  | Manhattan, New York                        |
| Cam Viney      | 24  | Washington, D.C.                           |
| Daniel Vilk    | 22  | Brooklyn, New York                         |
| Kwasi Opoku    | 24  | Woodbridge, New Jersey                     |
| Lewis Belt     | 23  | Oakland, Californie                        |
| Moe Elkhalil   | 22  | Houston, Texas                             |
| Shamoy Persad  | 23  | Saint-Thomas (îles Vierges des États-Unis) |
| Tevin Grant    | 22  | Scottsdale, Arizona                        |
| Tomas Buenos   | 22  | Miami, Floride                             |
| Zak Jones      | 21  | Dallas, Texas                              |

| Nom                | Âge | Ville natale              |
| ------------------ | --- | ------------------------- |
| Asia Woodley       | 22  | Corona, Californie        |
| Bria Hamilton      | 21  | Vacaville, Californie     |
| Cali Trepp         | 24  | Chicago, Illinois         |
| Jasmine Rodriguez  | 21  | Williamstown, New Jersey  |
| Kayla Umagat       | 22  | Seattle, Washington       |
| Kenya Scott        | 22  | Queens, New York          |
| Lauren Roush       | 23  | Mason, Virginie           |
| Maria Elizondo     | 21  | West New York, New Jersey |
| Morgan Fletcher    | 21  | Silver Spring, Maryland   |
| Nutsa Sikharulidze | 21  | Toms River, New Jersey    |
| Samantha McKinnon  | 22  | Chicago, Illinois         |

### Progrès
| Garçons          | Épisodes | Épisodes | Épisodes | Épisodes | Épisodes | Épisodes | Épisodes | Épisodes | Épisodes | Épisodes | Réponses |
| Garçons          | 1        | 2        | 3        | 4        | 5        | 6        | 7        | 8        | 9        | 10       | Réponses |
| ---------------- | -------- | -------- | -------- | -------- | -------- | -------- | -------- | -------- | -------- | -------- | -------- |
| Andrew           | Lauren   | Morgan   | Lauren   | Nutsa    | Samantha | Lauren   | Lauren   | Samantha | Cali     | Cali     | Cali     |
| Brett            | Cali     | Asia     | Cali     | Kayla    | Nutsa    | Nutsa    | Nutsa    | Nutsa    | Bria     | Nutsa    | Nutsa    |
| Cam              | Kayla    | Kayla    | Kayla    | Asia     | Kayla    | Kayla    | Cali     | Lauren   | Morgan   | Bria     | Bria     |
| Daniel           | Nutsa    | Nutsa    | Samantha | Lauren   | Bria     | Samantha | Samantha | Asia     | Lauren   | Jasmine  | Jasmine  |
| Kwasi            | Asia     | Lauren   | Jasmine  | Bria     | Jasmine  | Asia     | Asia     | Jasmine  | Nutsa    | Lauren   | Lauren   |
| Lewis            | Samantha | Jasmine  | Asia     | Kenya    | Lauren   | Bria     | Bria     | Bria     | Asia     | Samantha | Samantha |
| Moe              | Jasmine  | Bria     | Nutsa    | Samantha | Asia     | Jasmine  | Jasmine  | Kayla    | Kayla    | Kayla    | Kayla    |
| Shamoy           | Maria    | Maria    | Maria    | Maria    | Maria    | Maria    | Maria    | Maria    | Maria    | Maria    | Maria    |
| Tevin            | Kenya    | Kenya    | Kenya    | Jasmine  | Kenya    | Kenya    | Kenya    | Kenya    | Kenya    | Kenya    | Kenya    |
| Tomas            | Morgan   | Cali     | Bria     | Cali     | Cali     | Cali     | Kayla    | Morgan   | Jasmine  | Asia     | Asia     |
| Zak              | Bria     | Samantha | Morgan   | Morgan   | Morgan   | Morgan   | Morgan   | Cali     | Samantha | Morgan   | Morgan   |
| Couples parfaits | 3        | 3        | 3        | 2        | 4        | 4        | 4        | 4        | 4        | 11       | 11       |

| Filles           | Épisodes | Épisodes | Épisodes | Épisodes | Épisodes | Épisodes | Épisodes | Épisodes | Épisodes | Épisodes | Réponses |
| Filles           | 1        | 2        | 3        | 4        | 5        | 6        | 7        | 8        | 9        | 10       | Réponses |
| ---------------- | -------- | -------- | -------- | -------- | -------- | -------- | -------- | -------- | -------- | -------- | -------- |
| Asia             | Kwasi    | Brett    | Lewis    | Cam      | Moe      | Kwasi    | Kwasi    | Daniel   | Lewis    | Tomas    | Tomas    |
| Bria             | Zak      | Moe      | Tomas    | Kwasi    | Daniel   | Lewis    | Lewis    | Lewis    | Brett    | Cam      | Cam      |
| Cali             | Brett    | Tomas    | Brett    | Tomas    | Tomas    | Tomas    | Cam      | Zak      | Andrew   | Andrew   | Andrew   |
| Jasmine          | Moe      | Lewis    | Kwasi    | Tevin    | Kwasi    | Moe      | Moe      | Kwasi    | Tomas    | Daniel   | Daniel   |
| Kayla            | Cam      | Cam      | Cam      | Brett    | Cam      | Cam      | Tomas    | Moe      | Moe      | Moe      | Moe      |
| Kenya            | Tevin    | Tevin    | Tevin    | Lewis    | Tevin    | Tevin    | Tevin    | Tevin    | Tevin    | Tevin    | Tevin    |
| Lauren           | Andrew   | Kwasi    | Andrew   | Daniel   | Lewis    | Andrew   | Andrew   | Cam      | Daniel   | Kwasi    | Kwasi    |
| Maria            | Shamoy   | Shamoy   | Shamoy   | Shamoy   | Shamoy   | Shamoy   | Shamoy   | Shamoy   | Shamoy   | Shamoy   | Shamoy   |
| Morgan           | Tomas    | Andrew   | Zak      | Zak      | Zak      | Zak      | Zak      | Tomas    | Cam      | Zak      | Zak      |
| Nutsa            | Daniel   | Daniel   | Moe      | Andrew   | Brett    | Brett    | Brett    | Brett    | Kwasi    | Brett    | Brett    |
| Samantha         | Lewis    | Zak      | Daniel   | Moe      | Andrew   | Daniel   | Daniel   | Andrew   | Zak      | Lewis    | Lewis    |
| Couples parfaits | 3        | 3        | 3        | 2        | 4        | 4        | 4        | 4        | 4        | 11       | 11       |

- Couple parfait confirmé
- Couple parfait non confirmé

Notes :
Une fois que le stand de vérité confirme un couple parfait, ce couple ira à la suite en lune de miel et sera automatiquement jumelé pour le reste des cérémonies de compétition.

### Cabines de vérité
| Couples        | Épisodes | Résultat       |
| -------------- | -------- | -------------- |
| Tomas & Maria  | 1        | Pas en couple  |
| Andrew & Asia  | 2        | Pas en couple  |
| Shamoy & Maria | 3        | Couple parfait |
| Brett & Kenya  | 4        | Pas en couple  |
| Zak & Bria     | 5        | Pas en couple  |
| Brett & Cali   | 6        | Pas en couple  |
| Zak & Nutsa    | 7        | Pas en couple  |
| Tevin & Kenya  | 8        | Couple parfait |
| Cam & Samantha | 9        | Pas en couple  |
| Brett & Nutsa  | 10       | Couple parfait |

### Après le tournage
| Garçons | Filles   | Statut actuelle |
| ------- | -------- | --------------- |
| Andrew  | Cali     | Amis            |
| Brett   | Nutsa    | Amis            |
| Cam     | Bria     | Amis            |
| Cam     | Kayla    | Amis            |
| Daniel  | Jasmine  | Amis            |
| Daniel  | Samantha | Amis            |
| Kwasi   | Lauren   | Amis            |
| Kwasi   | Jasmine  | Amis            |
| Lewis   | Asia     | Amis            |
| Lewis   | Samantha | Amis            |
| Moe     | Kayla    | Amis            |
| Shamoy  | Maria    | Amis            |
| Tevin   | Kenya    | Amis            |
| Tomas   | Asia     | Amis            |
| Tomas   | Cali     | Ensembles       |
| Zak     | Morgan   | Amis            |
| Zak     | Bria     | Amis            |
| Zak     | Nutsa    | Amis            |

## Huitième saison:Come One, Come All
Cette saison est diffusée en première le 26 juin 2019. Pour la première fois de Are You the One ?, tous les membres de la distribution sont mélangés sur le plan sexuel, sans restriction du genre quant à leur correspondance parfaite possible,,.

### Candidats
| Nom                       | Âge | Genre             | Ville natale               | Perfect Match |
| ------------------------- | --- | ----------------- | -------------------------- | ------------- |
| Aasha Wells               | 22  | Femme             | Miami Beach, Floride       | Brandon       |
| Amber Martinez            | 23  | Femme             | Yonkers, New York          | Remy          |
| Basit Shittu              | 25  | Non Binaire       | Brooklyn, New York         | Jonathan      |
| Brandon David             | 25  | Homme             | Salt Lake City, Utah       | Aasha         |
| Danny Prikazsky           | 27  | Homme             | San Jose, Californie       | Kai           |
| Jasmine Olson             | 21  | Femme             | Oxford, Mississippi        | Nour          |
| Jenna Brown               | 25  | Femme             | Bloomington, Indiana       | Paige         |
| Jonathan Monroe           | 28  | Homme             | Panama City Beach, Floride | Basit         |
| Justinavery Palm "Justin" | 24  | Homme             | Palmdale, Californie       | Kylie         |
| Kai Wes                   | 26  | Homme Non Binaire | Chepachet, Rhode Island    | Danny         |
| Kariselle Snow "Kari"     | 23  | Femme             | East Hanover, New Jersey   | Max           |
| Kylie Smith               | 24  | Femme             | Salt Lake City, Utah       | Justin        |
| Max Gentile               | 25  | Homme             | Columbus, Ohio             | Kari          |
| Nour Fraij                | 25  | Femme             | Kenilworth, New Jersey     | Jasmine       |
| Paige Cole                | 21  | Femme             | Allen, Texas               | Jenna         |
| Remy Duran                | 27  | Homme             | New York City, New York    | Amber         |

### Progrès
| Garçons          | Épisodes | Épisodes | Épisodes | Épisodes | Épisodes | Épisodes | Épisodes | Épisodes | Épisodes | Épisodes | Réponses |
| Garçons          | 1        | 2        | 3        | 4        | 5        | 6        | 7        | 8        | 9        | 10       | Réponses |
| ---------------- | -------- | -------- | -------- | -------- | -------- | -------- | -------- | -------- | -------- | -------- | -------- |
| Basit            | Jonathan | Jonathan | Remy     | Danny    | Remy     | Jonathan | Jonathan | Jonathan | Jonathan | Jonathan | Jonathan |
| Brandon          | Remy     | Aasha    | Jonathan | Jasmine  | Max      | Aasha    | Aasha    | Aasha    | Aasha    | Aasha    | Aasha    |
| Danny            | Kai      | Remy     | Kai      | Basit    | Kari     | Kai      | Amber    | Kylie    | Kai      | Kai      | Kai      |
| Jonathan         | Basit    | Basit    | Brandon  | Kylie    | Justin   | Basit    | Basit    | Basit    | Basit    | Basit    | Basit    |
| Justin           | Max      | Jasmine  | Jenna    | Max      | Jonathan | Max      | Max      | Max      | Remy     | Kylie    | Kylie    |
| Kai              | Danny    | Jenna    | Danny    | Kari     | Aasha    | Danny    | Jasmine  | Remy     | Danny    | Danny    | Danny    |
| Max              | Justin   | Paige    | Aasha    | Justin   | Brandon  | Justin   | Justin   | Justin   | Kari     | Kari     | Kari     |
| Remy             | Brandon  | Danny    | Basit    | Aasha    | Basit    | Nour     | Kari     | Kai      | Justin   | Amber    | Amber    |
| Couples parfaits | 2        | 2        | 2        | 1        | 0        | 3        | 3        | 3        | 6        | 8        | 8        |

| Filles           | Épisodes | Épisodes | Épisodes | Épisodes | Épisodes | Épisodes | Épisodes | Épisodes | Épisodes | Épisodes | Réponses |
| Filles           | 1        | 2        | 3        | 4        | 5        | 6        | 7        | 8        | 9        | 10       | Réponses |
| ---------------- | -------- | -------- | -------- | -------- | -------- | -------- | -------- | -------- | -------- | -------- | -------- |
| Aasha            | Paige    | Brandon  | Max      | Remy     | Kai      | Brandon  | Brandon  | Brandon  | Brandon  | Brandon  | Brandon  |
| Amber            | Nour     | Nour     | Paige    | Nour     | Nour     | Jenna    | Danny    | Paige    | Kylie    | Remy     | Remy     |
| Jasmine          | Jenna    | Justin   | Nour     | Brandon  | Paige    | Kylie    | Kai      | Nour     | Nour     | Nour     | Nour     |
| Jenna            | Jasmine  | Kai      | Justin   | Paige    | Kylie    | Amber    | Paige    | Kari     | Paige    | Paige    | Paige    |
| Kari             | Kylie    | Kylie    | Kylie    | Kai      | Danny    | Paige    | Remy     | Jenna    | Max      | Max      | Max      |
| Kylie            | Kari     | Kari     | Kari     | Jonathan | Jenna    | Jasmine  | Nour     | Danny    | Amber    | Justin   | Justin   |
| Nour             | Amber    | Amber    | Jasmine  | Amber    | Amber    | Remy     | Kylie    | Jasmine  | Jasmine  | Jasmine  | Jasmine  |
| Paige            | Aasha    | Max      | Amber    | Jenna    | Jasmine  | Kari     | Jenna    | Amber    | Jenna    | Jenna    | Jenna    |
| Couples parfaits | 2        | 2        | 2        | 1        | 0        | 3        | 3        | 3        | 6        | 8        | 8        |

- Couple parfait confirmé
- Couple parfait non confirmé

### Cabines de vérité
| Couples         | Épisodes | Résultat      |
| --------------- | -------- | ------------- |
| Justin & Nour   | 1        | Pas en couple |
| Brandon & Remy  | 2        | Pas en couple |
| Jenna & Kai     | 3        | Pas en couple |
| Danny & Jenna   | 4        | Pas en couple |
| Kari & Kylie    | 5        | Pas en couple |
| Aasha & Brandon | 6        | En couple     |
| Jasmine & Jenna | 7        | Pas en couple |
| Paige & Remy    | 8        | Pas en couple |
| Amber & Max     | 9        | Pas en couple |
| Amber & Kylie   | 10       | Pas en couple |

### Après le tournage
Bien que cette saison n'ait pas inclus d'épisode officiel de retrouvailles, la majorité des candidats de la saison ont choisi de participer à un spécial de retrouvailles organisé par AfterBuzz TV et ont confirmé un certain nombre de leurs statuts de relation post-finale.
| Prétendent(e) 1 | Prétendent(e) 2 | Statut actuelle      |
| --------------- | --------------- | -------------------- |
| Aasha           | Brandon         | Amis                 |
| Amber           | Jenna           | Amis                 |
| Amber           | Max             | Amis                 |
| Amber           | Nour            | Amis                 |
| Amber           | Remy            | Amis                 |
| Basit           | Jonathan        | Ensembles, puis amis |
| Danny           | Jenna           | Amis                 |
| Danny           | Kai             | Amis                 |
| Jasmine         | Nour            | Amis                 |
| Jenna           | Kai             | Amis                 |
| Jenna           | Paige           | Amis                 |
| Justin          | Kari            | Non ensembles        |
| Justin          | Kylie           | Non ensembles        |
| Kari            | Kylie           | Non ensembles        |
| Kari            | Max             | Non ensembles        |
| Justin          | Max             | Non ensembles        |
| Paige           | Remy            | Couple brisé         |

## Spéciales

### Are You the One?:Second Chances
Cette saison spéciale, tournée à Melbourne en Australie, est présentée par Karamo Brown et diffusée en première le 22 mars 2017.

#### Candidats
| Garçons                  | Filles            | Saison d'origine            | Classement  |
| ------------------------ | ----------------- | --------------------------- | ----------- |
| Devin Walker-Molaghan    | Rashida Beach     | Are You the One? : Saison 3 | place       |
| Morgan St. Pierre        | Tori Deal         | Are You the One? : Saison 4 | place       |
| Adam Kuhn                | Shanley McIntee   | Are You the One? : Saison 1 | place       |
| Cameron Kolbo            | Mikala Thomas     | Are You the One? : Saison 4 | 4ème place  |
| Mike Cerasani            | Alicia Wright     | Are You the One? : Saison 5 | 5ème place  |
| Asaf Goren               | Kaylen Zahara     | Are You the One? : Saison 4 | 6ème place  |
| Hayden Weaver            | Carolina Duarte   | Are You the One? : Saison 5 | 7ème place  |
| Giovanni "Gio" Rivera    | Francesca Duncan  | Are You the One? : Saison 4 | 8ème place  |
| Nathan "Nate" Siebenmark | Ellie Puckett     | Are You the One? : Saison 2 | 9ème place  |
| Derrick Henry            | Casandra Martinez | Are You the One? : Saison 5 | 10ème place |

#### Progression de l'élimination
| Couples              | Épisodes | Épisodes | Épisodes | Épisodes | Épisodes | Épisodes | Épisodes | Épisodes | Épisodes | Épisodes | Épisodes |
| Couples              | 1        | 2        | 3        | 4        | 5        | 6        | 7        | 8        | 9        | 10       |          |
| -------------------- | -------- | -------- | -------- | -------- | -------- | -------- | -------- | -------- | -------- | -------- | -------- |
| Devin & Rashida      | 1er      | 6è       | 4è       | NC       | 1er      | 2è       | 1er      | 2è       | 1er      | 1er      |          |
| Morgan & Tori        | 6è       | 3è       | 1er      | 1er      | 2è       | 4è       | 3è       | 4è       | 2è       | 2è       |          |
| Adam & Shanley       | 3è       | 4è       | 2è       | NC       | 4è       | 3è       | 4è       | 1er      | 3è       | 3è       |          |
| Cameron & Mikala     | 7è       | 5è       | 3è       | 3è       | 3è       | 1er      | 2è       | 3è       | 4è       |          |          |
| Mike & Alicia        | 9è       | 1er      | 6è       | 2è       | 5è       | 5è       | 5è       |          |          |          |          |
| Asaf & Kaylen        | 2è       | 8è       | 8è       | 7è       | 6è       |          |          |          |          |          |          |
| Hayden & Carolina    | 8è       | 2è       | 5è       | NC       |          |          |          |          |          |          |          |
| Giovanni & Francesca | 5è       | 7è       | 7è       |          |          |          |          |          |          |          |          |
| Nate & Ellie         | 4è       | 9è       |          |          |          |          |          |          |          |          |          |
| Derrick & Casandra   | 10è      |          |          |          |          |          |          |          |          |          |          |

Compétition :
- Le couple a remporté le dernier défi.
- Le couple a reçu la 2ème place dans le dernier défi.
- Le couple a reçu la 3ème place dans le dernier défi.
- Le couple a gagné la mission et était à l'abri de l'élimination.
- Le couple a été élu membre de The Choice et a décidé de « partager » son argent, restant ainsi dans le match.
- Le couple a obtenu la dernière place et a été éliminée.
- Le couple n’a pas obtenu la dernière place, mais un membre du couple a pris l’argent et son équipe a été éliminée.
- Le couple a obtenu la dernière place, mais est restée dans le match grâce à un autre couple, qui a été élu dans The Choice et pris tout l’argent.
- Le couple a été élu dans The Choice et a été sauvée car c’était un épisode de non élimination. Leur choix n'a pas été révélé s'ils partageaient ou prenaient l'argent.
- Le couple a obtenu la dernière place, mais a été sauvée car c’était un épisode de non élimination.

#### Gains réceptionnés
| Garçons  | Épisodes | Épisodes | Épisodes | Épisodes | Épisodes | Épisodes | Épisodes | Épisodes  | Épisodes  | Épisodes  | Épisodes |
| Garçons  | 1        | 2        | 3        | 4        | 5        | 6        | 7        | 8         | 9         | 10        |          |
| -------- | -------- | -------- | -------- | -------- | -------- | -------- | -------- | --------- | --------- | --------- | -------- |
| Devin    | $ 40 000 | $ 40 000 | $ 40 000 | $ 40 000 | $ 60 000 | $ 70 000 | $ 90 000 | $ 100 000 | $ 120 000 | $ 170 000 |          |
| Morgan   | $ 20 000 | $ 25 000 | $ 45 000 | $ 65 000 | $ 75 000 | $ 75 000 | $ 80 000 | $ 40 000  | $ 50 000  | $ 25 000  |          |
| Adam     | $ 25 000 | $ 25 000 | $ 35 000 | $ 35 000 | $ 35 000 | $ 40 000 | $ 40 000 | $ 60 000  | $ 60 000  | $ 0       |          |
| Cameron  | $ 20 000 | $ 20 000 | $ 25 000 | $ 30 000 | $ 35 000 | $ 55 000 | $ 65 000 | $ 65 000  | $ 0       |           |          |
| Mike     | $ 20 000 | $ 40 000 | $ 40 000 | $ 50 000 | $ 50 000 | $ 25 000 | $ 0      |           |           |           |          |
| Asaf     | $ 30 000 | $ 30 000 | $ 15 000 | $ 7 500  | $ 0      |          |          |           |           |           |          |
| Hayden   | $ 20 000 | $ 30 000 | $ 30 000 | $ 30 000 |          |          |          |           |           |           |          |
| Giovanni | $ 20 000 | $ 20 000 | $ 0      |          |          |          |          |           |           |           |          |
| Nate     | $ 20 000 | $ 0      |          |          |          |          |          |           |           |           |          |
| Derrick  | $ 0      |          |          |          |          |          |          |           |           |           |          |

| Filles    | Épisodes | Épisodes | Épisodes | Épisodes | Épisodes | Épisodes | Épisodes | Épisodes  | Épisodes  | Épisodes  | Épisodes |  |
| Filles    | 1        | 2        | 3        | 4        | 5        | 6        | 7        | 8         | 9         | 10        |          |  |
| --------- | -------- | -------- | -------- | -------- | -------- | -------- | -------- | --------- | --------- | --------- | -------- |  |
| Rashida   | $ 40 000 | $ 40 000 | $ 40 000 | $ 40 000 | $ 60 000 | $ 70 000 | $ 90 000 | $ 100 000 | $ 120 000 | $ 170 000 |          |  |
| Tori      | $ 20 000 | $ 25 000 | $ 45 000 | $ 65 000 | $ 75 000 | $ 75 000 | $ 80 000 | $ 40 000  | $ 50 000  | $ 25 000  |          |  |
| Shanley   | $ 25 000 | $ 25 000 | $ 35 000 | $ 35 000 | $ 35 000 | $ 40 000 | $ 40 000 | $ 60 000  | $ 60 000  | $ 0       |          |  |
| Mikala    | $ 20 000 | $ 20 000 | $ 25 000 | $ 30 000 | $ 35 000 | $ 55 000 | $ 65 000 | $ 65 000  | $ 0       |           |          |  |
| Alicia    | $ 20 000 | $ 40 000 | $ 40 000 | $ 50 000 | $ 50 000 | $ 25 000 | $ 0      |           |           |           |          |  |
| Kaylen    | $ 30 000 | $ 30 000 | $ 15 000 | $ 7 500  | $ 0      |          |          |           |           |           |          |  |
| Carolina  | $ 20 000 | $ 30 000 | $ 30 000 | $ 0      |          |          |          |           |           |           |          |  |
| Francesca | $ 20 000 | $ 20 000 | $ 20 000 |          |          |          |          |           |           |           |          |  |
| Ellie     | $ 20 000 | $ 0      |          |          |          |          |          |           |           |           |          |  |
| Casandra  | $ 0      |          |          |          |          |          |          |           |           |           |          |  |

Compétition :
- Le couple a remporté le dernier défi et a partagé l'argent.
- Le couple a reçu la 2ème place dans le dernier défi.
- Le couple a reçu la 3ème place dans le dernier défi.
- Le couple a gagné la mission et était à l'abri de l'élimination.
- Le couple a été élu membre de The Choice et a décidé de « partager » son argent, restant ainsi dans le match.
- Le couple a obtenu la dernière place et a été éliminée.
- Le couple a obtenu la dernière place, mais est restée dans le match grâce à un autre couple, qui a été élu dans The Choice, a pris l’argent de leur concurrent et est resté dans le match.
- Le/La candidat(e) a été élu(e) dans The Choice et a décidé de "voler" l'argent, mais son coéquipier a décidé de le "partager" et ils ont été éliminés en emportant l'argent.
- Le/La candidat(e) a été choisi(e) dans The Choice et a décidé de "partager" l'argent, mais son/sa coéquipier/ère a décidé de le "voler" et ils ont été éliminés sans argent.
- Le/La candidat(e) a été voté(e) dans The Choice et a été sauvé(e) car il s'agissait d'un épisode de non-élimination. Leur choix n'a pas été révélé s'ils partageaient ou volaient l'argent.
- Le/La concurrent(e) a obtenu(e) la dernière place, mais a été sauvé car il s’agissait d’un épisode de non-élimination.

## Versions internationales
| Pays     | Émission                           | Chaîne  | Diffusion         | Gain         |
| -------- | ---------------------------------- | ------- | ----------------- | ------------ |
| Brésil   | Are You the One? Brasil            | MTV     | 1er février 2015  | R$ 500 000   |
| Danemark | Det perfekte match                 | Kanal 4 | 5 février 2015    |              |
| Mexique  | Are You the One? El Match Perfecto | MTV     | 20 septembre 2016 | US$ 200 000  |
| France   | 10 couples parfaits                | TFX     | 3 juillet 2017    | 200 000 €    |
| Suède    | Are You the One? Sverige           | TV3     | 2018              | 1 000 000 kr |